# Cetopsis oliveirai
Cetopsis oliveirai is een straalvinnige vissensoort uit de familie van de walvismeervallen (Cetopsidae). De wetenschappelijke naam van de soort is voor het eerst geldig gepubliceerd in 1994 door Lundberg & Rapp Py-Daniel.